# Walter Röhe
Walter „Tinnef“ Röhe (* 1896; † unbekannt) war ein deutscher Fußballspieler.

## Werdegang
Der Außenstürmer Walter Röhe spielte ab 1919 über einen Zeitraum von zwölf Jahren für Arminia Bielefeld. Mit der Arminia wurde er 1922 und 1923 jeweils Westdeutscher Meister und qualifizierte sich damit für die Endrunde um die deutsche Meisterschaft. Beide Male scheiterten die Bielefelder allerdings in der ersten Runde, wobei Röhe in allen drei Endrundenspielen eingesetzt wurde und ohne Torerfolg blieb. Nach seiner Karriere war er unter anderem in den 1960er Jahren ehrenamtlicher Geschäftsführer von Arminia Bielefeld.